# The Energy Journal
The Energy Journal est une revue universitaire trimestrielle à comité de lecture publiée par l'International Association for Energy Economics et traitant de questions liées à l'économie de l'énergie. Elle est créée en 1980 et le rédacteur en chef est Adonis Yatchew (Université de Toronto).

## Facteur d'impact
Selon le Journal Citation Reports, la revue a un facteur d'impact de 1,772 en 2014, la classant 23ème sur 88 revues dans la catégorie "Energy & Fuels".